# Животна средина
Животна средина, човекова околина или окружење представља насељени део Земљиног простора на којим је могућ опстанак живих бића. Људи, животиње и биљке настају, расту и развијају се у једном простору који их окружује и који можемо да назовемо њиховом животном средином.
У животној средини сва жива бића живе у групама јединица који спадају у исту групу заједно са многобројним јединицама других врста. Сем тога, у простору на којем живе жива бића, налазе се разне форме неживе материје и енергије, неопходних за њихов живот.
Однос између живих бића и средине која их окружује је узајаман тако да та средина на жива бића делује физичким, биолошким, хемијским и другим факторима значајно утичући на њих.
Животна средина се може посматрати као петокомпонентни систем који чине: атмосфера, хидросфера, литосфера, земљиште и организми

## Природна животна средина
У простору у којем се одвија живот, разне врсте живих бића, неживе материје и енергије су повезани тако да творе јединство — екосистем.

У зависности од основних особина простора, постоје два типа природне животне средине: водена животна средина и копнена животна средина

### Водена животна средина
Карактеристична је по истим еколошким условима сваке године, као што су температура, количина Сунчеве светлости, притисак и густина.
Вода је у летњем периоду хладнија од ваздуха, а током зиме топлија, чиме одржава скоро сталну температуру од 4 °C. Однос гасова, кисеоника и угљен-диоскида није исти у води и на копну.
Водена животна средина обухвата област мора, и област копнених вода.

###### Област мора
У област мора спада обалска зона, зона слободне воде, као и морско дно.

###### Област копнених вода
Копнене воде се деле на текуће (реке, извори, ушћа, потоци и водопади) и стајаће воде (језера, баре и мочваре).

### Копнена животна средина
- ваздушна
- површинска
- подземна

Живот на копну највише зависи од промене годишњих доба односно од промене температуре.
Неке животиње пак зависе од обе животне средине — и водене и копнене. То јесу жабе, крокодили, даброви, моржеви, као и многе друге животиње.

## Животна средина људи
Животна средина људи је простор у ком људи живе и делују. Та област је просторно локализована тако да обухвата простор који одговара висини човека, али обухвата и животне услове на местима где човек обавља своје делатности (насеља, рудници, индустријски објекти, итд.).
Током својих активности, које могу бити урбанизација или експлоатација, човек мења природно окружење и то често тако што нарушава природну околину. Изградњом хидроцентрала и акумулација, сечом шума, пошумљавањем, експлоатацијом минералних сировина, стварањем депонија, емисијом гасова, нуклеарним пробама и др. човек утиче на промену читавих подручја. Као резултат човекових активности долази до промена или нарушавања екосистема и климатских промена на локалном и глобалном нивоу.